# Val Terbi (vallée)
Cet article concerne la vallée. Pour la commune homonyme, voir Val Terbi (commune).
Le val Terbi est une vallée de Suisse située dans le district de Delémont, canton du Jura.
Il regroupe six communes (Courroux, Val Terbi, Courchapoix, Mervelier, Corban et Rebeuvelier), à l’Est du canton du Jura, dans les vallons arrosés par la Scheulte et la Gabiare. Il compte 7 000 habitants. Il donne son nom à la commune homonyme.